# Domus Aurea
A Domus Aurea (jelentése aranyház) Nero római császár egykori palotája Rómában a Palatinus és az Esquilinus domb között.

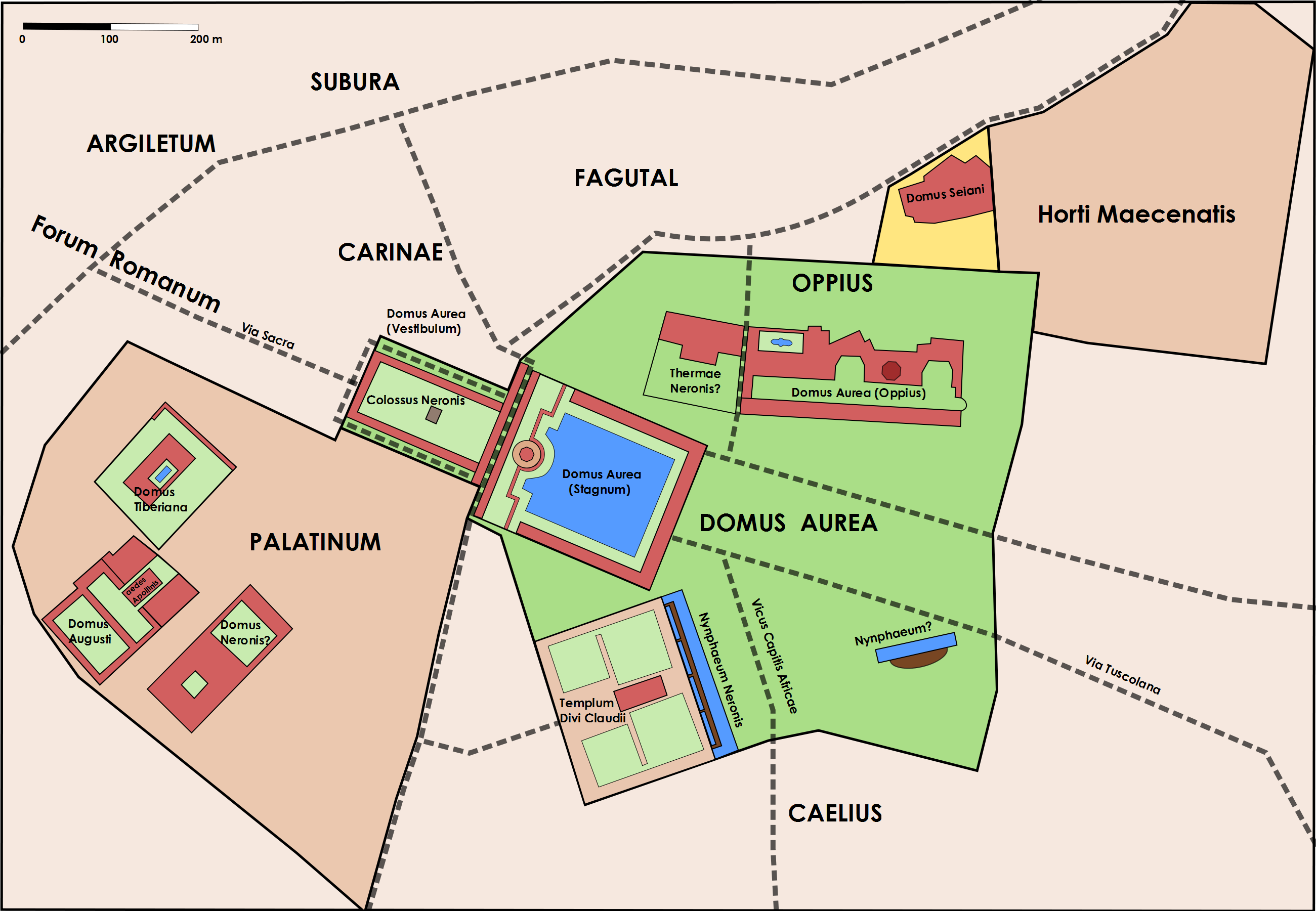
A Domus Aurea és Nero császár óriási kolosszusának elhelyezkedése az ókori Rómában

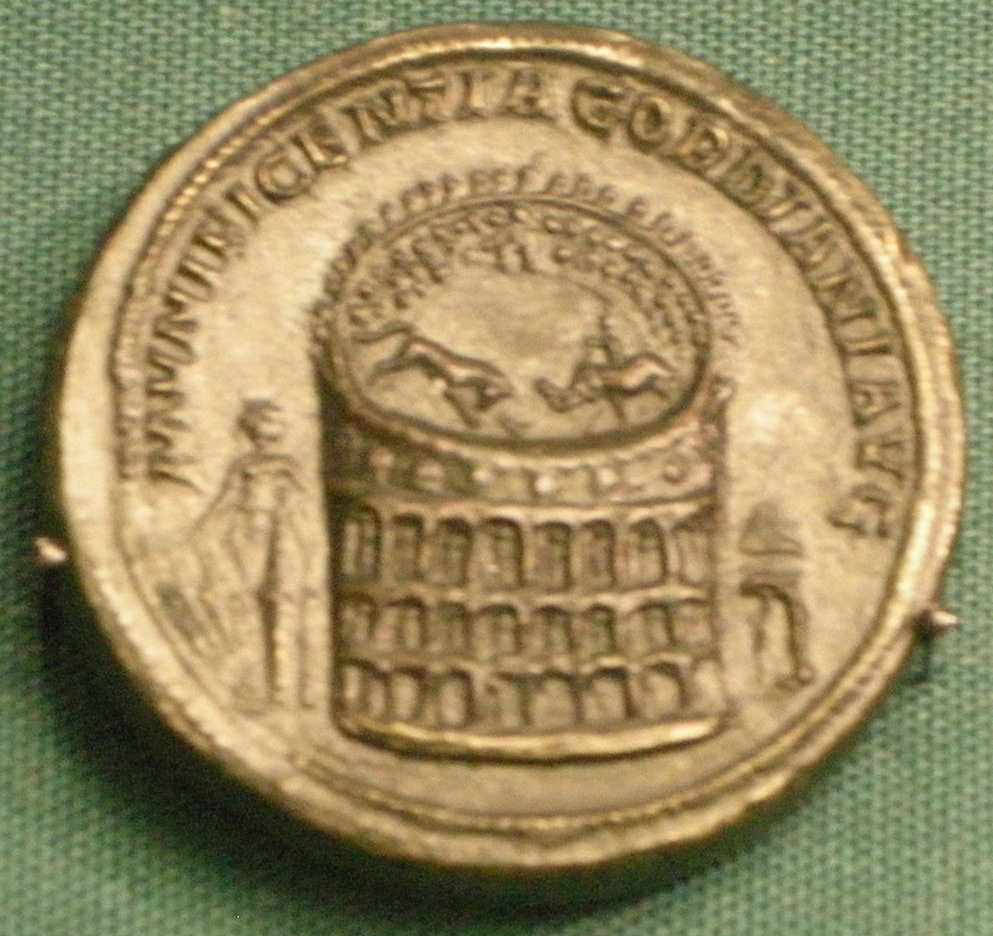
Római pénzérme, Nero kolosszusa és az Amphiteatrum Flavium ábrázolásával

## Története
A palota építését Nero római császár rendelte el az i. sz. 64-es tűzvész után, amelyet egyes korabeli források szerint maga okozott. Az épület Severus és Celer római építészek tervei szerint épült fel. Bejárata a Forum Romanumra nyílt, előtte a több mint 35 méter magas szobra állt, az úgynevezett „Colossus Neronis”. A hatalmas szobor anyaga Plinius szerint ezüsttel és arannyal kevert bronz volt, amit eredetileg a Domus Aurea átriumának közepére állították fel. A császár palotája köré óriási parkokat építtetett, tavakat és ligeteket létesített, valamint egy állatkertet is. A palota termeit gyöngyházberakással, drágakövekkel díszítette. Az ebédlő mennyezete elefántcsontból készült. A falakat művészi freskók borították, ezek nagy részét Fabullus festette. A római írók szerint a palota mesés pompával volt berendezve, középpontjában az égboltozat mozgását jelképező kerek és állandóan forgó terem volt.
A palota építése hatalmas összegeket emésztett fel és Nero öngyilkosságakor (i. sz. 68-ban) még befejezetlenül állt. Marcus Salvius Otho uralkodása idején folytatták az építkezést, de a későbbiekben Vespasianus végleg leállította a munkálatokat. A palotához tartozó tavat feltöltette, helyén építtette fel az Amphiteatrum Flaviumot, amely későbbi Colosseum elnevezését Nero császár óriási bronzszobráról, a colossus-ról kapta, amely a szomszédságában állt. A palota műkincsei római szentélyek és nemesek házaiba kerültek. I. sz. 100-ban egy tűzvészben részlegesen elpusztult. Az épület egyes részeinek felhasználásával Traianus császár közfürdőt létesített. Ettől kezdve a palota végleges pusztulásra lett ítélve.
1506-ban bizonyos Felice de Fredit, akinek itt volt a szőlőbirtoka, munkásai figyelmeztették, hogy a földkéreg alatt nagy űr nyílt meg, sőt az egyik földműves bele is esett. Ekkor fedezték fel ismét a betemetett egykori palotát. De Fredi értesítette a római hatóságokat is. Segítségükkel, valamint a helyi művészek – közöttük Michelangelo – közbenjárásával feltárták a romokat. Itt találták meg a híres Laokoón-szoborcsoportot, amely ma a Vatikáni Múzeumban látható. A szép, színes dekoratív falfestmények is megragadták a művészek képzeletét és mivel úgy vélték, hogy barlangban, grottában találták eme fura figurákat, rajzokat, groteszkeknek (olaszul grottesche) nevezték. A következő évszázadok során a Domus Aurea romjait módszeresen feltárták. A nagyközönség előtt a 21. század elején nyíltak meg kapui. Napjainkban hétvégente látogatható, előzetes bejelentkezés alapján, vezetett csoportokhoz lehet csatlakozni. 